# Obytná zóna

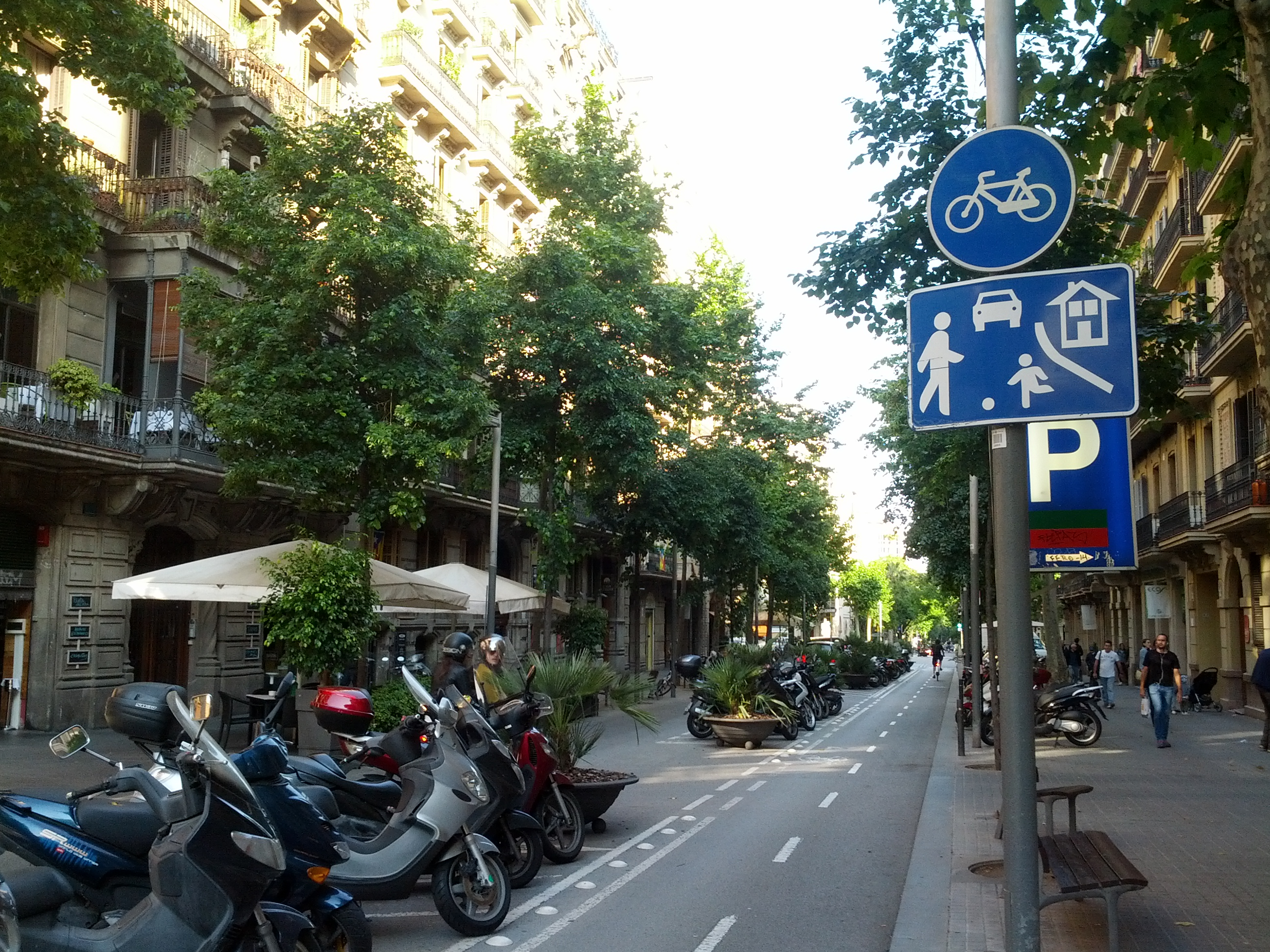
Obytná zóna ve španělské Barceloně

Obytná zóna je ulice vytvořená s ohledem na zájmy chodců a cyklistů, je navržená jako prostor sociální interakce či dětských her. Mohou sem vjíždět i motorová vozidla, ale pouze omezenou rychlostí, s ohledem na pěší. Obytné zóny jsou navrženy tak, že pěší, cyklistická a motorová doprava zde nejsou odděleny. Parkování je vozidlům povoleno jen na určená parkovací místa.
Historicky pěší zóny pocházejí 70. let 20. století z Nizozemska, vznikly pod názvem woonerf (v překladu rezidenční zóna). V komunikaci woonerf je celý uliční profil určen pro zeleň, obchody či bezmotorovou dopravu.

## Legislativa v Česku

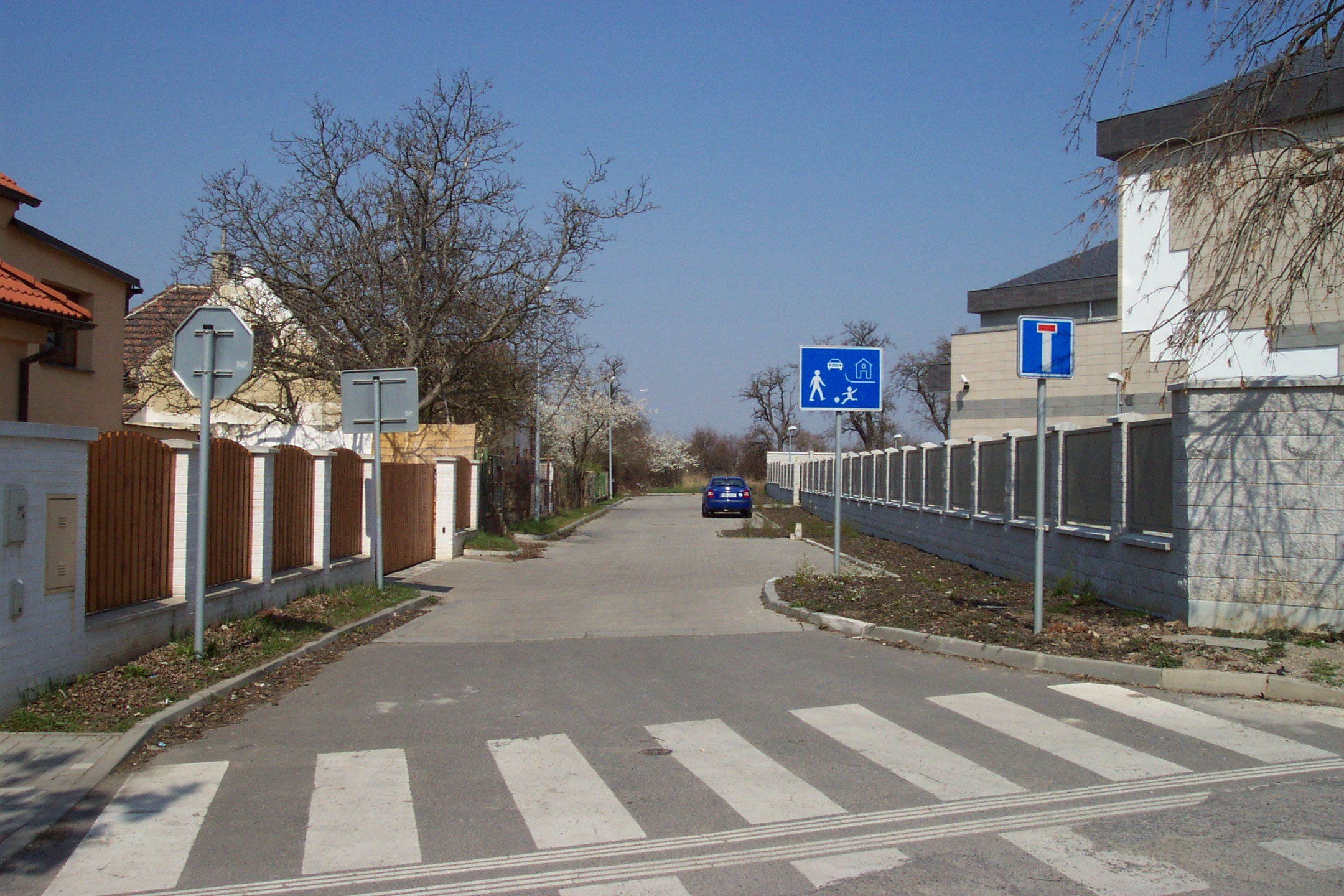
Vjezd do obytné zóny v Praze na Zličíně

Obytná zóna v české legislativě je dle Zákona o silničním provozu č. 361/2000 Sb. paragrafu 39 definována jako oblast, jejíž začátek je označen dopravní značkou „Obytná zóna“ a konec je označen dopravní značkou „Konec obytné zóny“. Zákon existuje od roku 2000, platnost nabyl v roce 2001. V obytné zóně smějí chodci užívat pozemní komunikaci v celé její šířce, jsou zde povoleny hry dětí na pozemní komunikaci. V obytné zóně smí řidič jet rychlostí nejvýše 20 km/h. Přitom musí dbát zvýšené ohleduplnosti vůči chodcům, které nesmí ohrozit; v případě nutnosti musí zastavit vozidlo. Stání je dovoleno jen na místech označených jako parkoviště. Chodci musí umožnit vozidlům jízdu. Řidiči vyjíždějící z obytné zóny musí dát přednost všem vozidlům či organizovaným skupinám chodcům.
Je podobná pěší zóně, s rozdílem toho, že do pěší zóny není povolen vjezd všem vozidlům a není v ní povolena hra dětí na pozemní komunikaci.
Pro navrhování obytných zón existuje technický předpis ministerstva dopravy.
České obytné zóny plně nenaplňují původní ideu nizozemských woonerf, jsou totiž stále omezené geometrií větších aut, i když pro ně nejsou určeny.